# علامة غير مرئية
علامة غير مرئية (بالإنجليزية: An Invisible Sign)‏ هو فيلم دراما تم إنتاجه في الولايات المتحدة وصدر في سنة 2010. الفيلم من إخراج مارلين اجريلو وكتابة باميلا فالك. من بطولة جيسيكا ألبا وجي كي سيمنس.

## القصة
تدور الأحداث حول فتاة وحيدة تدعى منا تبلغ من العمر 20 عاما، استطاعت في مرحلة الطفولة أن تحول علم الرياضيات حلا للخلاص من الأزمات، خاصة بعد أن أصبح والدها مريضا، وبعد مرور سنوات أصبحت معلمة رياضيات تحاول أن تساعد طلابها في أزماتهم الخاصة بهذا العلم.

## الميزانية والإيرادات
حقق أرباحا تقدر بـ 49,859 دولار.

## وصلات خارجية
- علامة غير مرئية على موقع IMDb (الإنجليزية)
- علامة غير مرئية على موقع ميتاكريتيك (الإنجليزية)
- علامة غير مرئية على موقع روتن توميتوز (الإنجليزية)
- علامة غير مرئية على موقع نتفليكس (الإنجليزية)
- علامة غير مرئية على موقع قاعدة بيانات الأفلام العربية
- علامة غير مرئية على موقع ألو سيني (الفرنسية)
- علامة غير مرئية على موقع Turner Classic Movies (الإنجليزية)
- علامة غير مرئية على موقع أول موفي (الإنجليزية)
- علامة غير مرئية على موقع بوكس أوفيس موجو (الإنجليزية)
- علامة غير مرئية على موقع فيلمافينيتي (الإسبانية)